# Толлебек
Толлебек (нід. Tollebeek) — село в нідерландській провінції Флеволанд. Входить до муніципалітету Нордостполдер.
Його площа становить 31,27 км², а населення станом на 2021 рік складало 2 455 осіб.

## Галерея

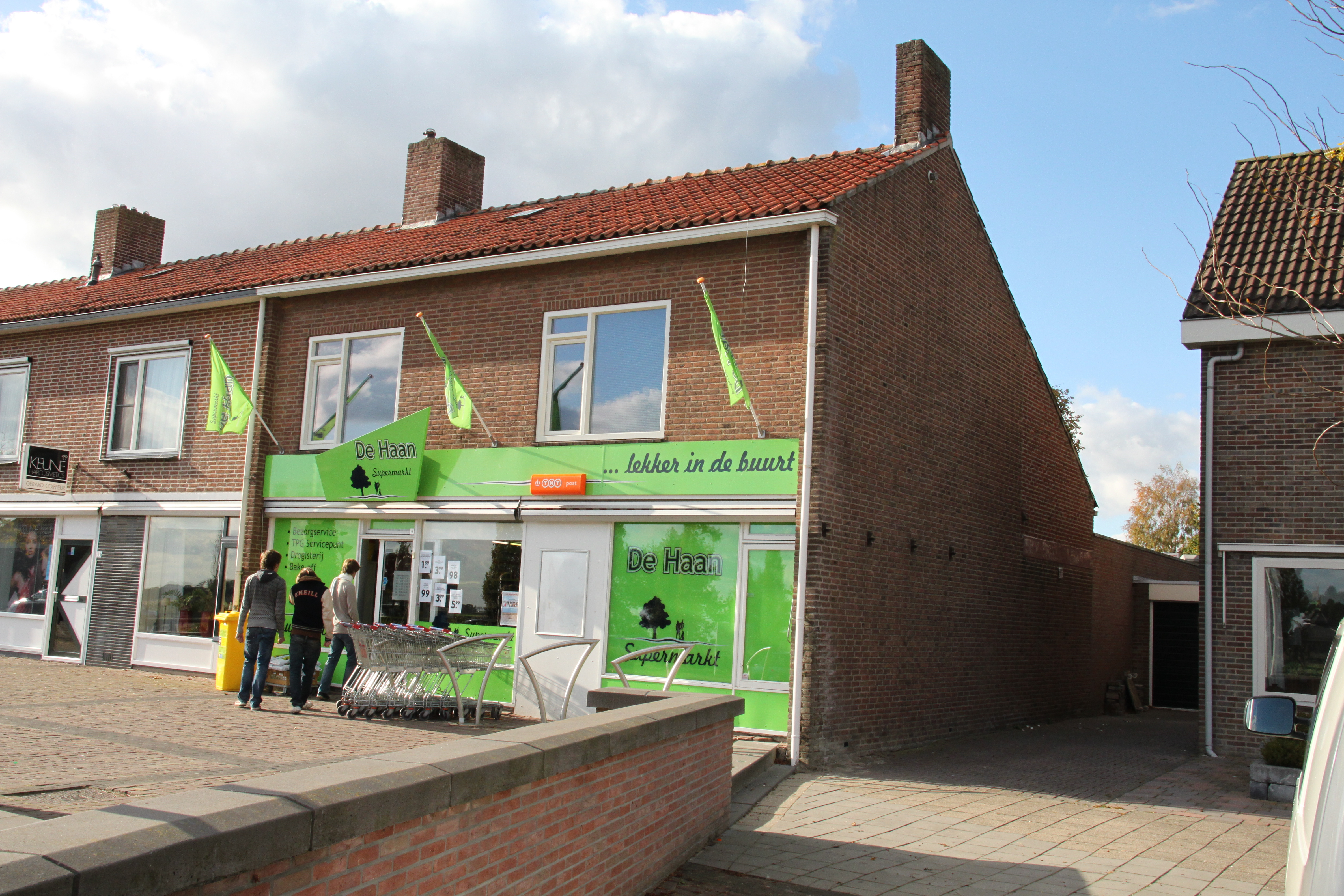
Супермаркет
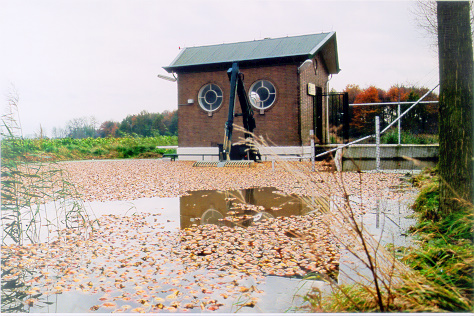
Паводок у селі (1998)
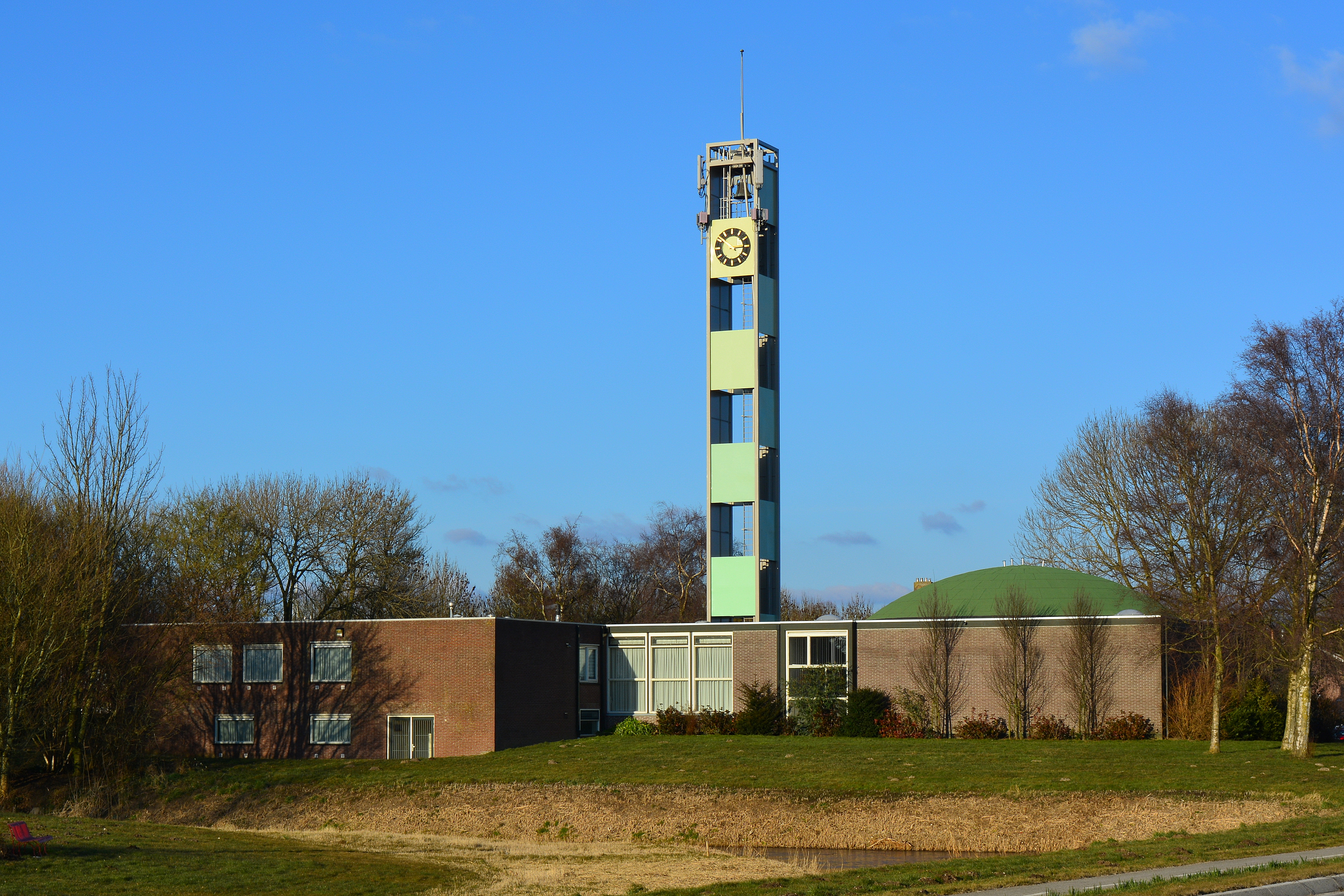
Протестантська церква
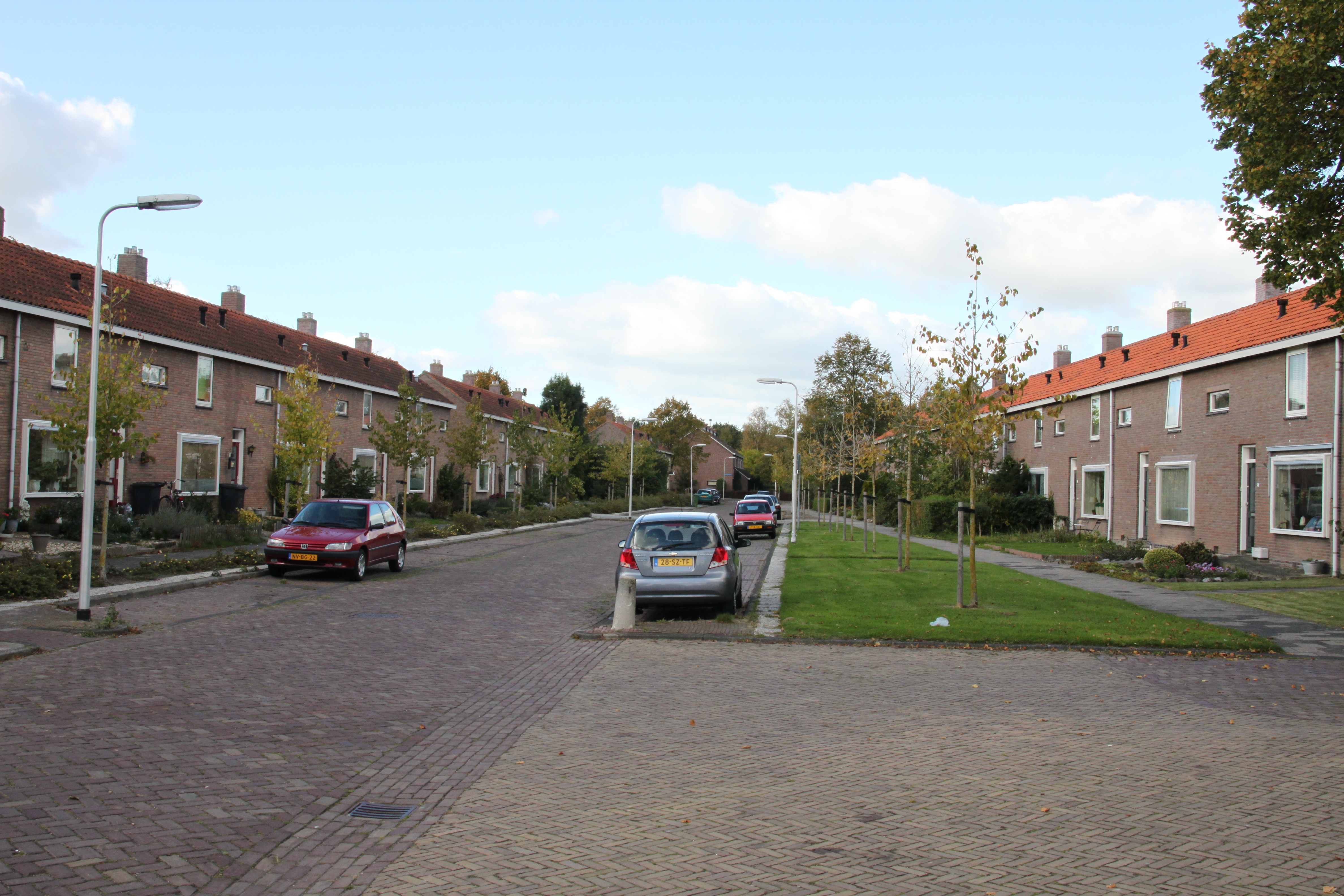
Вулична панорама